# Rivière Durouvray
Pour les articles homonymes, voir Durouvray.
La rivière Durouvray est affluent de la rivière Kovik, laquelle coule vers l'ouest jusqu'au littoral est de la baie d'Hudson. La rivière Durouvray coule dans le territoire non-organisé de la Baie-d'Hudson, dans la péninsule d'Ungava, dans la région administrative du Nord-du-Québec, au Québec, au Canada.

## Géographie
Les bassins versants voisins de la rivière Durouvray sont :
- côté nord : détroit d'Hudson ;
- côté est : rivière Derville, lac Crony ;
- côté sud : rivière Kovik ;
- côté ouest :baie d'Hudson.

La rivière Durouvray coule vers le sud, plus ou moins en parallèle à sa jumelle la rivière Derville qui est située plus à l'est. Généralement, la distance entre les deux rivières est de 16 à 25 km.
La partie supérieure de la rivière Durouvray prend ses eaux de plusieurs embranchements, situé dans la réserve de parc national Iluiliq, dont les sources varient entre 460 m et 525 m en altitude. Ces divers embranchements sont situés sur le versant sud des montagnes frontalières du détroit d'Hudson.
Le lac Crony (longueur : 4,3 km, altitude : 90 m) s'avère le principal plan d'eau du bassin versant de la rivière Durouvray. Ce lac fait partie d'un embranchement est de la rivière, qui se décharge à 6,4 km en amont de l'embouchure de la rivière Durouvray, sur la rive est.
L'embouchure de la rivière Durouvray se déverse sur la rive nord de la rivière Kovik à 24,1 km en amont de l'embouchure de cette dernière sur le littoral est de la baie d'Hudson et à 17,2 km en aval de l'embouchure de la rivière Derville.

## Toponymie
Le toponyme Durouvray évoque l'œuvre de vie de l'abbé Jean-Baptiste-Guillaume Durouvray qui exerça son ministère au Canada, au XVIIIe siècle. 
Le toponyme rivière Durouvray a été officialisé le 5 décembre 1968 à la Commission de toponymie du Québec.